# Petronor
A Petróleos del Norte S.A. ou Petronor é uma empresa petrolífera espanhola.
Foi fundada em Bilbau em 1968 por um grupo de industriais bascos. Suas instalações principais localizam-se na área metropolitana de Bilbau, nos municípios de Musques e Abanto y Ciérvana. A Repsol YPF detém de 85,98% da composição societária, e o banco Kutxabank com os outros 14,02%.
Desde 2008 é o patrocinador principal do clube de futebol Athletic Bilbao.